# Фресно-дель-Ріо
Фресно-дель-Ріо (ісп. Fresno del Río) — муніципалітет в Іспанії, у складі автономної спільноти Кастилія-і-Леон, у провінції Паленсія. Населення — 194 особи (2010).
Муніципалітет розташований на відстані близько 270 км на північ від Мадрида, 80 км на північ від Паленсії.

## Демографія
Динаміка населення (INE ):